# Modrany
Modrany (węg. Madar) – wieś i gmina (obec) w powiecie Komárno, w kraju nitrzańskim na Słowacji. Znana z tradycji winiarskich.
Badania archeologiczne dowodzą, że już w czasach wczesnosłowiańskich istniała tu osada. Pierwszy raz miejscowość wzmiankowana była w roku 1205, choć już w 1198 roku król Emeryk przysłał tu swoich sokolników, z czym związana jest pierwotna, węgierska nazwa wsi (madar – ptak). Mieszkańcy zajmowali się rolnictwem, winogrodnictwem oraz leśnictwem. W 1763 roku wieś poważnie zniszczyło trzęsienie ziemi, zaś w roku 1886 i 1904 trawiły ją pożary. W ramach ustaleń traktatu w Trianon z 1920 roku została przyznana Czechosłowacji. W latach 1938–1945 ponownie należała do Węgier.
W 2011 roku populacja wynosiła 1462 osoby, około 82,4% mieszkańców stanowili Węgrzy, 8,3% Słowacy, 7,7% Romowie.
W Modranach znajduje się kościół reformowany z 2. połowy XVIII wieku.